# Интерлеукин 22
Интерлеукин 22 (ИЛ-22) је протеин који је код људи кодиран ИЛ22 геном.
ИЛ-22 је члан групе цитокина која се зове ИЛ-10 фамилија или ИЛ-10 суперфамилија (укључујући ИЛ-19, ИЛ-20, ИЛ-24, и ИЛ-26), класе потентних медијатора целуларног инфламаторног одговора. Овај интерлеукин дели ИЛ-10R2 у ћелијској сигнализацији са другим члановима те фамилије, ИЛ-10, ИЛ-26, ИЛ-28, и ИЛ-29. ИЛ-22 производи активиране ДЦ и ћелије, и иницира урођени имуни одговор против против бактеријских патогена посебно у епителним ћелијама као што су респираторне и стомачне епителијалне ћелије. ИЛ-22 заједно са ИЛ-17 се брзо производи у слезинским ЛТи-сличним ћелијама, и може бити такође произведен од стране Тх17 ћелија. Он вероватно игра улогу у координираном одговору оба адаптивног и урођеног имунског система.
ИЛ-22 биолошка активност се манифестује путем везивања за комплекс на ћелијској површини који се састоји од ИЛ-22Р1 и ИЛ-10Р2 рецепторских ланаца. Тој је додатно регулисано путем интеракције са растворним везујућим протеином, ИЛ-22BP, чија секвенца је слична са са екстрацелуларним регионом рецептора ИЛ-22R1 (сИЛ-22R1). ИЛ-22 и ИЛ-10 рецепторски ланци играју улогу у целуларној комуникацији и трансдукцији сигнала путем селективне иницијације и регулације имуног одговора. ИЛ-22 може да допринесе имуним болестима путем стимулације имфламаторног одговора, С100с и дефенсина. ИЛ-22 такође промовише преживљавање хепатоцита у јетри и епителијалним ћелијама плућа и стомака, попут ИЛ-10.

## Сигнализирање
ИЛ-22, сигнализира кроз интерферон рецептор-сродне протеине ЦРФ2-4 и ИЛ-22Р. Он формира комплексе на ћелијској површини са ИЛ-22Р1 и ИЛ-10Р2 ланцима што резултује у сигнал трансдукцији кроз рецептор, ИЛ-10Р2. ИЛ-22/ИЛ-22R1/ИЛ-10R2 комплекс активира инрацелуларне киназе (ЈАК1, и МАП киназе) и транскрипционе факторе, посебно СTAT3. Он може да индуцира ИЛ-20 и ИЛ-24 сигнализацију кад се ИЛ-22Р1 спари са ИЛ-20Р2.

## Структура
ИЛ-22 је α-хеликал цитокин. ИЛ-22 се везује за хетеродимерични рецептор на ћелијској површини који се састоји од ИЛ-10Р2 и ИЛ-22Р1 подјединица.
Кристализација је могућа ако се Н-везана гликосилациона места одстране у ИЛ-22 мутантима везаним за сИЛ-22Р1 рецептор високог афинитета. Кристалографски асиметрична јединица садржи два ИЛ-22-сИЛ-22Р1 комплекса.